# Margot Eskens
Margot Eskens (Düren, 12 de agosto de 1939 – 29 de julho de 2022) foi uma cantora Schlager alemã muito popular nas décadas de 1950 e de 1960. Ela foi convidada de muitos programas na década de 2000.

## Biografia
Em 1954. quando era assistente de dentista, Eskens venceu uma competição da Polydor Records para a descoberta de novos talentos, com a canção "Moulin Rouge". Seguiu-se um contrato com a Polydor e em 1955, ela teve o seu grande sucesso na Alemanha com o tema "Ich möchte heut ausgehn". Entre 1956 e 1957, ela teve dois temas nº1, "Tiritomba" (que vendeu mais de 800 000 cópias) e "Cindy oh Cindy". Participou em vários duetos, como o que formou com Silvio Francesco.
Eskens colaborou com o produtor/compositor Kurt Feltz até 1961. Ela participou no Deutscher Schlagen-Festspielen em 1962, classificando-se em terceiro lugar atrás de Conny Froboess e Siw Malmkvist. Em 1966 representou a Alemanha com a canção "Die Zeiger der Uhr, onde terminou em 10.º lugar.
De 1956 á atualidade vendeu 40 milhões de cópias.

## Discografia

### LPS
Bonjour la France 1963
Serenade der Liebe 1964

### Singles
- Ich möcht heut ausgehn, 1955, #3.
- Tiritomba, 1956, #1.
- Mamatschi, 1956, #9.
- Cindy oh Cindy, 1957, #1.
- Calypso Italiano, 1957, #9. (com Silvio Francesco)
- Himmelblaue Serenade, 1958, #8. (com Silvio Francesco)
- Mondschein-Partie, 1959, #5. (com Silvio Francesco)
- Mama, 1964, #8.
- Die Zeiger der Uhr, 1966
- Das Leben ist schön, 1975
- Vom Baum gefallen 2005

## Morte
Eskens morreu no dia 4 de agosto de 2022, aos 82 anos de idade.

## Filmografia
- Auf Wiedersehen (1961)